# Альпийские походы Августа
Альпийские походы 35—14 до н. э. — серия военных кампаний Октавиана Августа с целью покорения альпийского региона, Реции и Норика.

## Римляне и альпийский регион
Римляне вышли к альпийским предгорьям в конце III в. до н. э., в результате покорения Цизальпинской Галлии. Освоение альпийского региона поначалу осуществлялось экономическим путём, так как римские дельцы стремились завладеть золотыми месторождениями в землях салассов и Норике. Также римляне были заинтересованы в безопасности торговых путей через альпийские перевалы, а после завоевания Нарбонской Галлии, и в обеспечении военных коммуникаций. Все это приводило к конфликтам с горцами, к которым добавлялась старинная вражда между альпийскими племенами и населением паданской равнины. В ходе ряда военных кампаний во II в. до н. э. римляне несколько усилили свой контроль над предгорьями, но большинство горных племен оставалось независимым и после завоевания Галлии Цезарем.
Вплоть до XX века считалось, что альпийские походы Августа были предприняты в оборонительных целях, чтобы обезопасить от нападений разбойников Северную Италию и дороги в Галлию. Затем Р. Сайм указал на то, что эта точка зрения отражает пропагандистскую концепцию самого Августа, утверждавшего, что альпийские народы были покорены «по справедливости». Поскольку римляне формально уважали «право народов» (ius gentium) и утверждали, что воздерживаются от «несправедливых» (то есть, неспровоцированных противником) войн, то для оправдания агрессии всегда старались представить себя обороняющейся стороной. Отголоски пропаганды Августа историки видят в сообщениях Страбона и Диона Кассия, повествующих о чрезвычайной жестокости племен ретов и винделиков, которые не только грабили и убивали торговцев, пересекавших Альпы, но во время набегов на италийские поселения поголовно истребляли мужчин и мальчиков, и даже младенцев в чреве матерей, определяя их пол посредством гадания.
Сходные выдуманные подробности о жестоком нраве горцев сообщает Флор:

«Какова была дикость альпийских племен, легко показать на примере их женщин. За нехваткой метательных орудий они разбивали о землю головы своим младенцам и швыряли их в лицо воинам».— Флор. II, 22.

## Борьба с салассами

### Кампании 30-х годов до н. э.
Первый поход против салассов, обитавших в Грайских и Пеннинских Альпах, был предпринят в 35 до н. э. в ходе Иллирийской войны 35—33 до н. э. Легат Октавиана Гай Антистий Вет неожиданным нападением и с помощью хитрости захватил узкие горные проходы и блокировал это племя в течение двух лет. Испытывая нехватку соли, салассы подчинились и приняли римские гарнизоны.
Когда Вет ушел, они немедленно изгнали гарнизоны и снова заняли перевалы. Посланные против них войска ничего не смогли сделать, тогда Октавиан, ввиду приближавшейся войны с Антонием, согласился признать их независимость. По словам Аппиана, салассы с подозрением отнеслись к его предложению, сделали большие запасы соли, и продолжили набеги на римские владения. Против них был направлен Мессала Корвин, который с помощью повторной блокады добился капитуляции..

### Уничтожение салассов
Окончательно салассы были покорены в 25 до н. э. Дион Кассий пишет, что они восстали против римлян. Август направил против них легата Авла Теренция Варрона Мурену. Будучи не в силах сопротивляться крупному римскому войску, салассы сдались, когда Варрон пообещал, что ограничится взиманием контрибуции. Затем Варрон под предлогом сбора дани повсюду разослал отряды солдат, которые захватили 8 тыс. человек, способных носить оружие. Этих пленников римляне продали в рабство с условием, что они могут быть освобождены не ранее 20 лет пребывания в рабстве. Страбон уточняет, что помимо этих 8 тысяч были схвачены ещё 36 тыс. человек, которых всех продали как военную добычу в Эпоредии (Иврея). Таким образом весь народ салассов был уничтожен; в долине Аосты 3 тысячи преторианцев, посланных Августом, основали на месте лагеря Варрона город Августу Преторию (Аоста), и «в настоящее время вся соседняя страна живёт в мире вплоть до высочайших проходов, ведущих через горы».

## Походы 16—14 до н. э.
Предположительно, предгорья Восточных Альп и пограничье Норика и Паннонии были поставлены под римский контроль ещё во время Иллирийской войны в результате походов Мессалы Корвина. Дион Кассий пишет, что Мессала помимо салассов покорил и какие-то другие племена, «восставшие против римлян». На основании одного упоминания у Страбона и в элегии Тибулла предполагается, что Мессала Корвин в 34—33 до н. э. действовал против карнов, ретов и таврисков Норика.
В 16 до н. э. племена венниев (восточные Альпы) и камунниев (жили, по-видимому между озёрами Комо и Гарда) восстали против римлян одновременно с паннонцами и далматами. Тавриски Норика, соединившись с паннонцами, напали на Истрию. Проконсул Иллирика Публий Силий Нерва нанес им поражение, а затем вторгся в Норик и восточные Альпы.

### Ретийская война
В 15 до н. э. римляне перешли в решительное наступление на области ретов и винделиков, располагавшиеся между землями гельветов и бойев у верховий Рейна, верхним течением Дуная и альпийскими предгорьями в районе Вероны и озера Комо (современные центральная и восточная Швейцария, юг Баден-Вюртемберга и Баварии, Форарльберг и Тироль). Август, наблюдавший за ходом военных действий из Галлии, послал в Альпы своих пасынков Друза и Тиберия. Полагают, что одной из целей этой кампании было дать молодым военачальникам набраться опыта перед более крупными операциями в Германии. В походе по-видимому участвовали легионы, прибывшие из Испании, где они накопили большой опыт действий в горах за время Кантабрийских войн.
Общий ход кампании известен по краткому очерку Диона Кассия и двум одам Горация. Первым в поход выступил Друз, наступавший с юга вверх по течению Атесиса (Адидже) и разгромивший противника в предгорьях близ Тридента. Затем он вторгся в Ретийские Альпы, где разрушил крепости генавнов и бревнов, после чего прошел перевалами Бреннер и Решен, и спустился в долину Инна. Затем в район верхнего Рейна и Боденского озера с запада вторгся Тиберий и две римские армии двинулись по сходящимся направлениям, рассекая территорию противника и направляя отдельные отряды для покорения горных проходов и крепостей. Горцы оказывали отчаянное сопротивление, но силы были неравны и исход борьбы предрешен заранее.

«Проведя осаду многочисленных городов и крепостей, упорно сражаясь в открытом бою, скорее с опасностями, чем с потерями для римского войска, они [Друз и Тиберий] укротили, пролив потоки крови, многочисленные народы, защищенные непроходимой местностью и жестокие до свирепости.»— Веллей Патеркул. II, 95.
В сражении на Боденском озере Тиберий разгромил флотилию винделиков, после чего развернул наступление в долине Рейна, в районе современных Фельдкирха, Дорнбирна и Брегенца. Генеральное сражение Тиберий дал ретам 1 августа 15 до н. э., в священный для императора день. В августе войска Тиберия и Друза должны были соединиться в землях винделиков, возможно, в Дамасии, и выйти к берегам верхнего Дуная.
Чтобы предотвратить возможные выступления против Рима в будущем, Тиберий и Друз депортировали из Реции значительную часть населения, «оставив число людей, достаточное для обработки земли, но недостаточное для восстания».

### Завоевание Приморских Альп
Предположение о покорении в 14 до н. э. независимых лигурских племен (так называемых «косматых лигуров»), живших в Приморских Альпах делается на основании краткого упоминания Диона Кассия, и надписей на Альпийском трофее в Турбии (Ла-Тюрби) и Анкирском памятнике. Подробности этой кампании совершенно неизвестны, так как в ней не участвовали ни император, ни его пасынки. Регион между Приморскими Альпами и долиной Аосты (Коттийские Альпы) был оставлен под управлением клиента Августа царя Коттия.

## Покорение Норика
Точная дата и обстоятельства установления римской власти в Норике неизвестны, но так как в 16 до н. э. римляне вышли к его восточной границе, а в следующем году — к западной, то очевидно, что вскоре они полностью оккупировали и эту страну. Поскольку о военных действиях в Норике ничего не известно, предполагается, что он был включен в состав империи мирным путём. Помимо наличия золота и других металлов, эта территория была важна для обеспечения связи между войсками в Реции и Иллирике, а также для установления границы по всему верхнему Дунаю.

## Итоги
Сам масштаб операций в ходе Альпийских походов опровергает демагогические утверждения Августа о превентивной оборонительной войне. Выход к верхнему Дунаю давал римлянам прекрасную возможность применить стандартный тактический прием — нанесение удара по Германии с запада и юга по сходящимся направлениям, не опасаясь восстаний в тылу.
В Альпийском регионе было введено провинциальное управление. На землях лигуров была образована провинция Приморские Альпы, на землях салассов — Пеннинские Альпы, с центром в Августе Претории, на землях ретов и винделиков — Реция. Для обеспечения более плотного контроля повсюду прокладывались военные дороги.
Как сообщает Страбон,

…в настоящее время некоторые племена полностью уничтожены, другие совершенно покорены, так что горные проходы, ведущие через их области, прежде редкие и труднопроходимые, теперь многочисленны и безопасны [от бесчинств] людей и легко проходимы, насколько это возможно. Август Цезарь не только уничтожил разбойников, но и отстроил дороги, где и насколько это оказывалось возможным…— Страбон. IV, с. 204.
В Реции римская дорога шла от Тридента через Бреннер и современный Тироль к Августе Винделиков. Другая дорога соединяла Медиолан, озеро Комо и Бригантий на Боденском озере.